# أناستاسيا إليانكوفا
أناستاسيا أندرييفنا إليانكوفا (الروسية: Анастасия Андреевна Ильянкова، IPA: [ɐnəstɐˈsʲiɪ̯ə ɪlʲɪ̯ɪnˈkovə] ، من مواليد 12 يناير 2001) هي لاعبة جمباز فني روسية، حائزة على الميدالية الفضية الأولمبية لعام 2020 وبطلة أوروبا لعام 2019 على عارضات غير المستوية.